# Katharyne Lescailje
Katharyne Lescailje (Amsterdam, 26 september 1649 – aldaar, 8 juni 1711) was een Amsterdamse dichteres, vertaalster, uitgeefster en boekhandelaarster aan het eind van de 17e, begin 18e eeuw.
Bij leven nog verschenen, uitzonderlijk voor een vrouw in die tijd, werken van haar hand in druk, met name op pamfletten. Het ging hierbij veelal om politieke gedichten.
Twintig jaar na haar dood, in 1731, werd haar verzamelde werk uitgegeven. Zij is daarmee een van de eerste vrouwelijke dichters in Nederland met een eigen verzameld werk. Het beslaat drie dikke delen van samen bijna 1000 pagina's en werd enkele jaren later herdrukt.
Haar naam wordt tegenwoordig ook wel gespeld als Katharina Lescailje.

## Levensloop
Katharyne Lescailje was de dochter van boekdrukker/boekhandelaar en dichter Jacob Lescaille (1611-1679) en diens tweede echtgenote Alida Verwou (gest. 1679). Zij woonden op de Middeldam (de huidige Dam), "op de hoek van de Vischmarkt", in Amsterdam en hadden daar een boekhandel/uitgeverij gespecialiseerd in toneelteksten. In 1658 werd Lescaille de vaste drukker van de Amsterdamse Schouwburg. Ze kregen drie dochters, Barbara (1647-1677), Katharyne (1649-1711) en Aletta (1652-1725).
Katharynes oudste zus Barbara trouwde met boekhandelaar Matthias de Wreedt; zij kregen een dochter, Susanna (1677-1729). Barbara stierf echter in datzelfde jaar. Katharyne en Aletta, die beiden ongetrouwd bleven, namen de opvoeding van het kind op zich. Na de dood van hun vader, twee jaar later, zetten Katharyne en Aletta, als "de erven van J. Lescailje", de boekhandel voort (hun zwager Matthias de Wreedt was mede-eigenaar tot aan zijn dood).
Katharyne Lescailje was tijdens haar leven nauw betrokken bij een groot aantal Amsterdamse drukkers en boekhandelaren. Zij stond midden in het literaire leven van haar tijd en onderhield contacten met vele (vrouwelijke) dichters en schrijvers. Daarnaast verkeerde zij in de kringen van de toneelwereld, waar zij bekend was met uiteenlopende acteurs, toneelauteurs en schouwburgregenten. Een aantal toneelstukken van het roemruchte Amsterdamse kunstgenootschap Nil Volentibus Arduum werden bijvoorbeeld uitgegeven door de "erven van Lescaille" en de door haar vertaalde treurspelen werden opgevoerd in de Amsterdamse Schouwburg.
Na een periode van ernstige lichamelijke klachten stierf Katharyne Lescailje op 8 juni 1711, 62 jaar oud. Op 13 juni 1711 werd ze begraven in de Nieuwe Kerk te Amsterdam, als "vrijster, op den Middeldam".
Een jaar later, in 1712, kwam de echtgenoot van Susanna, Dirk Rank, in de zaak. Zij zetten de zaak voort onder de naam "de erfgenamen van J. Lescailje en D. Rank". In 1724, een jaar voor haar dood, schonk Aletta haar deel van de zaak aan Susanna. In 1729 (het jaar van het overlijden van Susanna) raakte de zaak de rechten op het drukken van toneelstukken van de Amsterdamse Schouwburg kwijt. De boekhandel bleef nog bestaan tot 1736, het jaar waarin Dirk Rank overleed.

## Schrijverschap
Katharyne Lescailje was als dichteres uitermate productief. Haar oeuvre is echter niet alleen heel omvangrijk, maar ook veelzijdig. Ze schreef gedichten (politieke gedichten -zogenaamde "staatsgevallen"-, lofdichten, drempeldichten, verjaardags- en bruiloftsdichten, stichtelijke gedichten, herderspoëzie, enzovoort) en vertaalde treurspelen uit het Frans. Deze toneelstukken werden, op één na, allemaal tijdens haar leven gepubliceerd. Ook gedichten verschenen nog tijdens haar leven in druk; als pamflet, als drempeldicht voor in de bundel van een andere dichter of in een afzonderlijke uitgave.
De eerste gedichten van Lescailje verschenen in druk toen haar vader nog leefde. Waarschijnlijk heeft hij een rol gespeeld bij de verschijning ervan. De oudst bekende druk is een pamflet met het gedicht Op het vertrek van den doorluchtighsten Vorst zyn hoogheit Wilhem de derde, Prince van Oranje, Grave van Nassou, etc. Het is gedateerd op "15 van Oegst-maand 1672" (het jaar dat bekend is komen te staan als het rampjaar) en ondertekend met "Katarine Lescailje" (zij is dan ongeveer 23 jaar oud). Een drukker is niet gegeven.
Op latere pamfletten is echter een aantal keer "J. Lescaille" als drukker aangegeven, bijvoorbeeld: Hollants zege ter zee, onder ’t beleit van den manhaften Helt Michiel de Ruiter, ridder, L. Ammiraal generaal, &c. &c. tegens de twee Koningklijke Vlooten van Vrankrijk en Engelant (...), door Katarine Lescailje (Amsterdam, J. Lescailje, 1673) en De zeegepraalende vreede, door Katryne Lescailje (Amsterdam, J. Lescailje, 1678).
Duidelijk is dat de boekhandel van haar vader een rol heeft gespeeld bij de mogelijkheid om te gaan publiceren. Latere losse gedichten verschenen, na het overlijden van Jacob Lescaille, geregeld met de erven van Lescaille vermeld als drukker. Dit wijst erop dat Katharyne Lescailje in deze jaren haar eigen werk heeft uitgegeven.
In de literatuurwetenschap wordt het einde van de literatuur uit de Gouden Eeuw meestal gelegd bij 1672, het rampjaar. Juist rond deze tijd ligt het beginpunt van de publicaties van Lescailje. Zij valt hierdoor niet onder de bloeitijd van de 17e-eeuwse literatuur, maar wordt gerekend onder de laat-17e-eeuwse, vroeg-18e-eeuwse dichters. Inhoudelijk en qua genre sluit ze meer aan bij de zeventiende eeuw (gelegenheidsgedichten en toneel) dan bij de achttiende (de opkomst van de roman).
Zij wordt met Catharina Questiers (1631-1669) en Cornelia van der Veer (1639-?) gerekend tot de bekendste en meest succesvolle dichteressen van haar tijd.

## Thematiek en typering van Lescailjes poëzie
Door tijdgenoten en latere literatuurhistorici wordt wel gewezen op de "manlijke dichttrant" van Lescailjes poëzie. Dit slaat vooral op haar politieke gedichten, de zogenaamde "staatsgevallen". Daarnaast hebben recente onderzoekers (waaronder M. Spies, M. Everard en E. Grabowsky) gewezen op mogelijke lesbische thematiek in de liefdesgedichten en in de vriendschappelijke gedichten aan andere dichteressen en vrouwen van haar tijd.

### Politiek
In haar staatsgevallen becommentarieert Lescailje op uitgesproken wijze de politieke ontwikkelingen van haar tijd: onderwerp zijn onder meer Willem III, Michiel de Ruyter, Johan de Witt, de oorlogen met Frankrijk en Engeland, de vrede met Engeland in 1674 en de vrede met Frankrijk in 1678. In haar onderwerpskeuze had zij een duidelijke voorkeur voor zegezangen op oorlogsoverwinningen en gedichten op de vrede.
Als voorbeeld een fragment van een pamflet uit 1673.
Hollants zege ter zee, onder 't beleit van den manhaften Helt Michiel de Ruiter (...) tegens de twee Koningklijke Vlooten van Vrankrijk en Engelant, den VII. en XIV. van Zomermaant, 1673, kloekmoederlijk bevochten
Ik zing nu hoe twee Koningsvlooten
Tot tweemaal vlooden voor één vloot.
Schoon Holland van zyn Bondgenooten,
en hulp van vrienden schynt ontbloot;
’t Ontbreekt ons echter aan geen helden,
Die, met een dapp’ren moed op zee,
De schade met de schand’ herstelden
Die ’t Vaderland te lande leê.
(...)
De Ruiter sloeg met zyne scheepen
Dwars door de Koningklyke heen
Hy scheen ’t verderf met zich te sleepen,
Tot ’s vyands ondergang alleen.
Daar vloogen hoofden, armen, beenen,
En hier verpletterd brein en bloed
Langs boord, langs mast en touwwerk heenen,
Hier ziet men dat de onnoos’le boet
Het vreêverbreeken van de Vorsten,
Die door vervloekt verraad en geld,
Den luister van ons Land bemorsten
(...)
(Katarine Lescailje. Pamflet, 1673)

### Vriendschap en liefde
Katharyne Lescailje schreef vele vriendschapsgedichten aan vrouwen en dichteressen van haar tijd. De gedichten aan Sara de Canjoncle (geb. 1651) en de (eveneens ongetrouwd gebleven) dichteres Cornelia van der Veer (1639-1704) wekken de suggestie dat er meer speelde dan vriendschap. Er wordt wel verondersteld dat zij wijzen op homo-erotische relaties. Dit is echter nooit onomstotelijk vast komen te staan en anderen hebben hier weer concrete argumenten tegenin gebracht.
Als voorbeeld een sonnet uit 1675 (over een zekere "Sara").
Verlooren en wedergevonden vriendschap
Wanneer de vriendschap op het aardryk scheen verlooren,
Zocht myn verliefde geest haar op van stad, tot stad,
En vloog door land en zee; maar nergens was die schat
Aan bergen, bosch of beek: dies scheen haar val beschooren.
't Gerucht van haaren dood drong zelfs al in myn ooren,
Wyl snoô geveinsdheid reeds op haaren zetel zat.
Toen viel myn droevig hart, van zoeken afgemat,
In wanhoops duisterheid: want niets kon my bekooren.
Doch eindelyk verscheen aan my dat Godlyk licht,
In SARA, die de deugd en trouw in 't aangezicht,
En waare vriendschap heeft in 't oog en hart geslooten.
Dus licht zy als de Zon in d' opgang van haar Jeugd,
En smelt en mengt myn ziel, als ze ontfonkt in vreugd:
Dus bloeit ze met de haare in nieuwe vriendschapslooten.
(In: Mengelpoëzy)

## Vertalingen
Katharyne Lescailje vertaalde een aantal treurspelen uit het Frans; ze verschenen allen in druk. Van een aantal zijn exemplaren bewaard gebleven. De zeven onderstaande toneelstukken zijn ook opgenomen in haar verzameld werk. Zes van de zeven spelen zijn opgevoerd in de Amsterdamse schouwburg.
- Genserik van madame Deshovlieres (1e uitgave vertaling: 1685)
- Herodes en Mariamne van F. Tristan L’hermite (1e uitgave vertaling: 1685)
Herodes en Mariamne, treurspel. Naar het Fransch van F. Tristan l’Hermite. Amsteldam, 1757
- Wenseslaus, koning van Poolen van De Rotrou (1e uitgave vertaling: 1686)
Wenseslaus, koning van Poolen. Gerymd door Katryne Lescailje. By de erfgen. van Jakob Lescailje. Amsterdam, 1686.
- Herkules en Dianira van La Tuillerie (1e uitgave vertaling: 1688)
Herkules en Dianira. Gerymd door Kataryne Lescailje. By de erfgenaamen van J. Lescailje. Amsterdam, 1688
- Nicomédes van P. Corneille (1e uitgave vertaling: 1692)
- Ariadne van T. Corneille (1e uitgave vertaling: 1693)
- Kassandra van P. D’assezan (1e uitgave vertaling: 1731).

Onvoltooid gebleven:
- Geta van Nicolas de Péchantré (1e uitgave vertaling: 1713)

Geta, of de broedermoord van Antoninus, treurspel. Naar het Fransch van Nicolas de Péchantré, door Cataryne Lescailje en J. Haverkamp. Amsterdam, 1735
(vertaling voltooid door Haverkamp).

## Literaire contacten
Haar vader bracht Katharyne Lescailje al vroeg in contact met de literaire wereld van haar tijd. Beroemd is de anekdote dat hij haar meenam naar Joost van den Vondel, toen zij een jaar of 11, 12 was. Vondel, dan al ver in de 70, las enkele van haar versjes en moedigde haar aan om te blijven dichten. Lescailje zou later zowel een verjaardagsdicht als een grafdicht voor hem schrijven.
Zij onderhield zowel zakelijke als uitgebreide vriendschappelijke contacten in de literaire wereld en de toneelwereld. Haar eigen werk en het werk van tijdgenoten geeft een beeld van dit netwerk.
Katharyne Lescailje schreef een aantal drempeldichten (aanbevelings- of lofdichten die voor in een dichtbundel worden opgenomen) voor bekende dichters van haar tijd: J. Pluimer (Gedichten, Amsterdam 1692); D. van Hoogstraten (Gedichten, Amsterdam 1696); P. Nuyts (De Bredaasche Klio, Amsterdam 1697); H. Sweerts (Alle de gedichten, Amsterdam 1697); K. Sweerts (Tafereel der deugden en ondeugden, Amsterdam 1703); en A. Alewyns (Vermeerderde Zeede en Harp Gezangen, Amsterdam 1711).
Zij schreef een tiental lofdichten, verjaardagsdichten en lijkdichten voor andere dichters, zoals Maria Paeuw, Cornelia van der Veer, Ludolph Smids, J. Antonides vander Goes en Joan van Broekhuyzen.
Ook anderen schreven gedichten op en/of aan haar. Titia Brongersma verzocht in een gedicht om werk van haar hand, Elisabeth Koolaart-Hoofman hoopte dat zij nog eens op bezoek zal komen en Jetske Reinou van der Malen schreef een lofdicht op de "alomberoemde puikpoëterse", om maar enkele voorbeelden te noemen. Er zijn tevens een twintigtal lijkdichten op Lescailje bekend.

## Handschrift van Katharyne Lescailje
In het album amicorum van Johannes Blasius (1639-1672) is een handgeschreven gedicht van Lescailje bewaard gebleven (UB Amsterdam, blz. 197v-198). Het is gedateerd op 19 maart 1672 (Amsterdam) en ondertekend met: Katarine Lescailje. De eerste regel luidt: "Ik volgde, ô Blasius! het spoor". De tekst is later ook opgenomen in haar verzameld werk (deel I, blz. 97).

## Verzameld werk van Lescailje
De mengelpoëzy van Katharyne Lescailje. By de erfgenaamen van J. Lescaille en D. Rank. Amsterdam, 1731 (3 delen).
Eerste deel (364 pagina's)
- Staatsgevallen
- Lofdichten
- Afbeeldingen
- Verjaargedichten
- Mengeldichten

Tweede deel (414 pagina's)
- Huwelykszangen
- Lyk- en grafdichten
- Stichtelyke gedichten

Derde deel (7 vertaalde treurspelen)
- De tooneelpoëzy

## Bloemlezingen waarin gedichten van Lescailje zijn opgenomen
- Keur van Nederlandsche Letteren, Tweede jaargang, drieëndertigste stukje. Amsterdam, 1827-28. (72 blz.; 33 gedichten)
- Parelen uit de lettervruchten van Nederlandsche dichteressen, A.J. van der Aa, Amsterdam, 1856, (blz. 7-8; 1 gedicht)
- Bloemlezing uit de Nederlandse dichters der zeventiende eeuw (...), J. van Vloten, Arnhem, 1869. (blz. 606-7; 2 gedichten)
- De Nederlandse poëzie van de zeventiende en achttiende eeuw in duizend en enige gedichten, G. Komrij, Amsterdam, 1986. (blz. 643-644; 2 gedichten)